# Juan Felipe Alves Ribeiro
Juan Felipe Alves Ribeiro (São Vicente, 5 dicembre 1987) è un ex calciatore brasiliano, di ruolo centrocampista.

## Carriera
Il 1º luglio 2015 viene acquistato a titolo definitivo dalla squadra macedone del Vardar; mentre il 10 luglio 2021 viene acquistato dal Nea Salamis.

## Palmarès

### Club

#### Competizioni nazionali
- Campionato macedone: 2

Vardar: 2015-2016, 2016-2017